# Ulrique I, Conde de Celje
Ulrique I (em alemão:  Ulrich von Cilli, em esloveno:  Ulrik Celjski; por volta de 1331 – 1368), Conde de Celje, foi um nobre e condottiere da Estíria, que foi chefe da Casa de Celje entre 1359 e 1368, junto com seu irmão mais novo Armando I. Durante seu reinado, a Casa de Celje consolidou-se como uma das famílias nobres mais influentes na atual Eslovênia, estabelecendo as bases para sua expansão nas regiões vizinhas da Eslavônia e Croácia na geração seguinte.  As habilidades de Ulrich como comandante militar são geralmente creditadas à aceitação da Casa de Celje nos círculos da alta nobreza da Europa Central na segunda metade do século XIV.   Sua história foi eternizada no poema "Von graff Ulrichen von Tzili" (Sobre o Conde Ulrique de Cilli), escrito pelo poeta austríaco do século XIV, Peter Suchenwirt. 

## Vida e conquistas
Pouco se conhece sobre a infância de Ulrich. Ele era o filho mais velho de Frederico, o primeiro Conde de Celje, e sua esposa Diemut Wallsee. Frederico obteve o Castelo de Celje e as propriedades adjacentes por meio de sua mãe, Catarina, filha do último conde caríntio de Heunburg (Vovbre, em esloveno), e de Inês de Baden, que tentou, sem sucesso, reivindicar a herança de Babenberg.
Os Condes de Celje alcançaram seu êxito devido à lealdade aos Habsburgos. Seguindo os passos de seu pai, Ulrique atuou como Landeshauptmann (governador) do Ducado de Carniola dos Habsburgos a partir de 1362.
Ulrique serviu como condottiere, um contratante militar que prestava seus serviços a senhores mais poderosos. Ele começou sua carreira militar ainda adolescente, quando se juntou à expedição do rei húngaro Luís, o Grande, contra os venezianos na Dalmácia em 1346, participando do cerco malsucedido de Zadar.  Em 1348, ele lutou a serviço de Luís V, Duque da Baviera, no Tirol e em Brandemburgo . 
Apesar de ter iniciado a sua carreira lutando contra João Henrique da Morávia no Tirol, Ulrique acabou por estabelecer laços fortes com os governantes luxemburgueses da Boémia e da Alemanha: em 1354, participou na expedição do Santo Imperador Carlos IV à Itália.  Da mesma forma, ele tinha fortes laços com Luís, o Grande, da Hungria, lutando ao seu lado contra Veneza em 1354-55, no cerco de Treviso .  Entre 1359 e 1365, participou de suas expedições à Sérvia, Bulgária e sul da Itália .   Em 1362-63, ele lutou ao lado do duque Habsburgo Rodolfo IV em Friuli e no Tirol; em recompensa por seus serviços, ele foi penhorado com Kamnik em Carniola, e Žalec e Vojnik na Estíria : os dois últimos permaneceriam na posse de seus descendentes até que a Casa de Cilli morresse em 1456. 
A ligação com o rei húngaro e polonês Luís foi bastante produtiva. Armando, irmão mais novo de Ulrique, casou-se com Catarina da Bósnia, cunhada de Luís, enquanto o filho de Ulrique, Guilherme, uniu-se a Ana da Polônia, filha de Casimiro, o Grande, último rei da dinastia Piast. Esses casamentos elevaram os Condes de Celje à realeza da Europa Central. Simultaneamente, essa aliança beneficiou Luís, o Grande, que sucedeu Casimiro no trono polonês; ao casar sua filha com um aliado próximo de Luís, afastou um possível desafio à sua legitimidade em uma sucessão complicada. 

## Casamento e questão
Ulrique uniu-se em matrimônio a Adelaide de Ortenburg, filha do influente conde caríntio de Ortenburg. Essa união consolidou a aliança entre as duas famílias. Dessa relação, apenas um filho, Guilherme, alcançou a idade adulta. Ele se casou com Ana da Polônia e teve uma filha, Ana de Celje, que se tornaria rainha consorte da Polônia ao se casar com Vladislav II.